# Ciudad Libertad Lufthavn
Ciudad Libertad Lufthavn (ICAO: MULB) er en cubansk lufthavn placeret i Havana. Den var Cubas hovedlufthavn indtil 1930, da den blev erstattet af José Martí Internationale Lufthavn.